# Museu de Arte Contemporânea de Campinas
O Museu de Arte Contemporânea de Campinas "José Pancetti" (MACC) é uma instituição pública municipal, subordinada à Secretaria da Cultura e Turismo, e voltada à conservação, estudo e divulgação da arte contemporânea brasileira. Localiza-se em um edifício anexo ao Palácio dos Jequitibás, sob a Biblioteca Municipal "Ernesto Manoel Zink" na avenida Benjamin Constant, no centro de Campinas, município do interior do estado de São Paulo, Brasil.
Fundado em 1965, o MACC conserva um acervo de aproximadamente 660 peças, entre pinturas, esculturas, desenhos, gravuras e instalações, de importantes artistas brasileiros. Realiza o Salão de Arte Contemporânea de Campinas, uma das mais tradicionais premiações voltadas à produção contemporânea do país. Também abriga exposições temporárias, atividades educativas e culturais.

## Histórico
Antiga reivindicação de intelectuais e artistas campineiros envolvidos com o movimento contemporâneo nas artes plásticas, como Franco Sacchi, Geraldo Jürgensen e Thomas Perina - entre outros integrantes do Grupo Vanguarda -, o Museu de Arte Contemporânea de Campinas foi fundado em 1º de setembro de 1965, por ocasião da realização do 1º Salão de Arte Contemporânea de Campinas. Sua primeira diretora foi a professora Jacy Milani. A princípio, o museu funcionou no antigo edifício da Companhia Paulista de Força e Luz (CPFL), localizado na avenida da Saudade.
Em 1973, uma doação do empresário e mecenas campineiro Roque Melilo permitiu a construção de um edifício anexo ao Palácio dos Jequitibás, sede do executivo municipal, para abrigar o museu no andar térreo, ficando o piso superior reservado à Biblioteca Pública Municipal. Em 1976, o MACC se transferiu para suas atuais instalações. Nesse mesmo ano, foi batizado com o nome do pintor modernista campineiro José Pancetti, célebre pelas marinhas e paisagens que realizou ao longo de sua vida.
Para a formação do acervo, o MACC contou com doações de artistas e colecionadores particulares e com as aquisições feitas em salões e prêmios concedidos pela prefeitura, Câmara Municipal) e por outras instituições públicas e privadas. As premiações do Salão de Arte Contemporânea de Campinas, organizado desde sua primeira edição pelo museu, constituem, entretanto, a principal forma de ampliação do acervo. O 13º Salão, realizado em 1988, é considerado um marco na história da instituição, pois a partir dessa edição o museu começa a se abrir às novas linguagens artísticas, como a videoarte e a arte eletrônica. Nas últimas duas décadas, as exposições temporárias do museu têm ganhado notoriedade, destacando-se as mostras dedicadas a Burle Marx (1990), Salvador Dalí (1998), Lasar Segall (2000), à arte brasileira no acervo da Pinacoteca do Estado (2005), entre outras.

## Acervo
O MACC conta com um acervo de aproximadamente 750 obras, entre pinturas, esculturas e objetos tridimensionais, obras sobre papel, instalações, etc. A coleção aborda majoritariamente a produção contemporânea brasileira, do pós-guerra aos dias de hoje, abrangendo diversas correntes artísticas, da arte figurativa e do abstracionismo às tendências e experimentações eletrônicas mais recentes, além de um pequeno núcleo de arte moderna.
Entre os principais artistas representados no acervo, encontram-se Candido Portinari, Lasar Segall, Burle Marx, Bassano Vaccarini, Amélia Toledo, Sérgio Ferro, Luiz Paulo Baravelli, Claudio Tozzi, Ivald Granato, Cildo Meireles, Regina Silveira, Emanoel Araújo, entre outros.